# Рамзау бај Берхтесгаден
Рамзау бај Берхтесгаден (њем. Ramsau bei Berchtesgaden) општина је у њемачкој савезној држави Баварска. Једно је од 15 општинских средишта округа Берхтесгаденер Ланд. Према процјени из 2010. у општини је живјело 1.791 становника. Посједује регионалну шифру (AGS) 9172129.

## Географски и демографски подаци
Рамзау бај Берхтесгаден се налази у савезној држави Баварска у округу Берхтесгаденер Ланд. Општина се налази на надморској висини од 670 метара. Површина општине износи 129,2 km². У самом мјесту је, према процјени из 2010. године, живјело 1.791 становника. Просјечна густина становништва износи 14 становника/km².